# Гатти, Габриеле
Габриеле Га́тти (итал. Gabriele Gatti; род. 27 марта 1953, Сан-Марино) — капитан-регент Сан-Марино на период с 1 октября 2011 года по 1 апреля 2012 года, избран вместе с Маттео Фьорини.
Член Христианско-демократической партии с 1974 года, он занимал должности заместителя секретаря партии с 1979 по 1985 год, затем Генерального секретаря до 1987 года и председателя Центрального совета партии в 2002 году.
С 1978 по 2008 год избирался членом Большого генерального совета (парламента Сан-Марино).
С 26 июля 1986 по 20 мая 2002 года занимал пост государственного секретаря (министра) по иностранным и политическим делам Сан-Марино. С 10 мая по 6 ноября 1990 года он был председателем Комитета министров Совета Европы.
3 декабря 2008 года Гатти был назначен государственным секретарём по финансам и бюджету.

## Награды
- Кавалер Большого креста ордена «За заслуги перед Итальянской Республикой» (11 июля 1990 года)[2].